# Kobylaki-Korysze
Kobylaki-Korysze – wieś w Polsce położona w województwie mazowieckim, w powiecie przasnyskim, w gminie Jednorożec. Ma status sołectwa.
| SIMC    | Nazwa      | Rodzaj    |
| ------- | ---------- | --------- |
| 0510557 | Petrusy    | część wsi |
| 0510563 | Szczepanki | część wsi |

W latach 1975–1998 miejscowość administracyjnie należała do województwa ostrołęckiego.